# 十津川
十津川（とつかわ）は、奈良県の地域及び河川の名称。地域名としては現在の吉野郡十津川村一帯をさし、河川名としては熊野川本流の十津川村内での呼称として使われる。

## 地域
現在の奈良県南部のうち紀の川（吉野川）水系流域を吉野とよぶのに対し、新宮川（熊野川）水系流域を都から遠いという意味で、十津川（遠津川・遠都川）といった。日本書紀に遠津川のことが記されていることからもそれ以前から人々が住んでいたと考えられ、1142年（永治2年）の高野山文書にも遠津川という地名がみられる。十津川郷が現在の十津川村地域のみを指すようになったのは天領となった江戸期以降であり、古来の十津川は五條市大塔町地域（旧大塔村）や吉野郡野迫川村を含む天辻峠以南の地域を指していた。さらに広義にはその上流域の天川村や、北山川流域の上北山村・下北山村までも含まれたともされる。
また野迫川村には池津川、中津川という地名があるが、これは十津川（遠津川）に対して高野山との距離関係からつけられた地名であるともいう。

## 河川

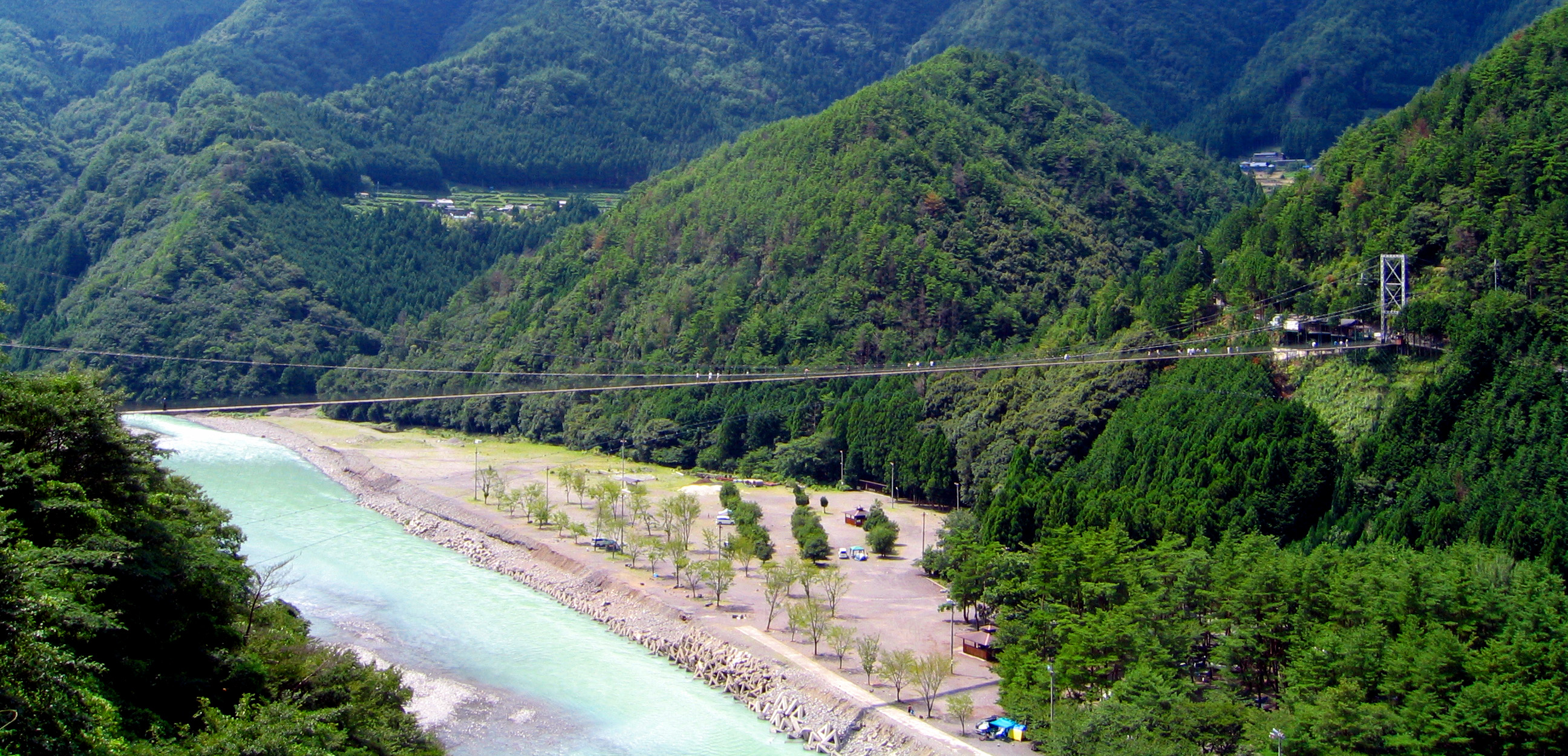
谷瀬の吊り橋

十津川は、熊野川の中流域、主に十津川村内での呼称である。天ノ川が五條市で十津川となり、多くの支流を集め、和歌山県新宮市熊野川町宮井で北山川と合流し熊野川となる。五條市大塔町阪本の大塔橋から北山川合流地点までの長さは約98km、流域面積は1,324km2となる。

## 十津川と呼称するもの

### 地名
- 十津川村：奈良県の村。
  - 十津川：同村を流れる熊野川の異称。
- 新十津川町：北海道の町。明治時代に集団移住により開拓。

### フィクション作品の登場人物名
- 十津川省三（とつがわ しょうぞう）：西村京太郎の推理小説に登場する警察官。